# Districtul Wang Nam Yen
Wang Nam Yen (în thailandeză วังน้ำเย็น) este un district (Amphoe) din provincia Sa Kaeo, Thailanda, cu o populație de 62.059 de locuitori și o suprafață de 325,05 km².

## Componență
Districtul este subdivizat în 4 subdistricte (tambon), care sunt subdivizate în 69 de sate (muban).
| Nr. | Nume               | În thailandeză | Sate | Locuitori |  |
| --- | ------------------ | -------------- | ---- | --------- |  |
| 1.  | Wang Nam Yen       | วังน้ำเย็น        | 18   | 21,598    |  |
| 3.  | Ta Lang Nai        | ตาหลังใน        | 14   | 12,882    |  |
| 5.  | Khlong Hin Pun     | คลองหินปูน       | 15   | 9,492     |  |
| 6.  | Thung Maha Charoen | ทุ่งมหาเจริญ      | 22   | 18,087    |  |

Numerele lipsă sunt subdistricte (tambon) care acum formează Wang Sombun district.